# Ли, Генри Чарльз
Генри Чарльз Ли (англ. Henry Charles Lea, 19 сентября 1825 — 24 октября 1909) — американский историк и общественный деятель.

## Биография
Генри Ли родился в старинной семье американских квакеров, чей предок Джон Ли прибыл в Северную Америку в 1699 году. Отец Генри, Исаак Ли (1792—1886) был известный естествоиспытатель, член и президент нескольких учёных обществ. В 1821 году он женился на католичке Френсис Энн Кери (1799—1873), дочери издателя и экономиста Меттью Кери (1760—1839). Помимо Генри, в этом браке родилось ещё двое детей, старший сын Меттью Кери Ли (1823—1897) и дочь. Благодаря браку Исаак Ли вступил в процветающее издательское предприятие своего тестя M. Carey & Sons, с 1824 года переименованное в Carey & Lea. Генри Чарльз Ли родился 19 сентября 1825 года в Филадельфии. В шесть лет он выучил греческий алфавит, в семь лет он некоторое время учился в Париже, где быстро научился говорить по-французски. Вместе со старшим братом он занимался с частными учителями. Древние языки и математику им преподавал Евгений Налти, обучавший их по программе тривиума и квадривиума. Сфера интерсов юного Генри включала, помимо прочего, конхологию (специальность его отца), по которой он опубликовал в 1841 году статью в American Journal of Science, химию и литературу. В 18 лет Генри поступил редактором в издательство отца. Хотя работа отнимала много времени, в тот 1843 год он опубликовал 16 больших статей по конхологии, греческим эпитафиям, Теннисону и другим поэтам. В ходе филадельфийских антикатолических погромов 1844 года он с оружием в руках защищал ближайшую католическую церковь. В 22 года Генри тяжело заболел от переутомления и, с целью отдыха отправился в путешествие по Европе. 27 мая 1850 Генри Ли женился на Анне Каролине Жудон из Цинциннати, происходящей из семьи французских гугенотов, после принятия Нантского эдикта эмигрировавших в Америку.
С 1885 года Ли начал постепенно отходить от управления семейным предприятием. Его пошатнувшееся здоровье потребовало соблюдения строгого распорядка дня и ведения здорового образа жизни. К числу его интересов в последние годы добавилось коллекционирование японской бронзы.
Генри скончался в Филадельфии и был похоронен на кладбище Лорел Хилл. Его личное собрание книг было передано Пенсильванскому университету, в котором в 1925 году была открыта носящее его имя библиотека.
В Гарварде существует именная профессура его имени, занимал ее Томас Биссон.

## Исторические труды
Первоначально интересы Генри Ли в области истории были связаны с эволюцией правовых установлений в различных государствах. В январе 1859 года вышла его статья, ставшая основой сборника 1866 года «Суеверие и насилие» (Superstition and Force), в котором анализировались методы средневекового судебного процесса: ордалии, дуэли и пытки. Осознавая важность Церкви как величайшего из учреждений Средних веков, Ли в 1867 году опубликовал «Исторический очерк о безбрачии духовенства» (An Historical Sketch of Sacerdotal Celibacy), а в 1869 году сборник «Исследования по истории церкви» (Studies in Church History). Одновременно с этим Ли реагировал на события в современном ему католицизме: обнародование энциклики Quanta cura в 1864 и последовавшей за ней полемике, Первый Ватиканский собор 1869 года и провозглашение доктрины о непогрешимости папы римского. В 1868 году Генри Ли принимает решение написать историю инквизиции. Значительное состояние позволило ему собрать необходимую для работы библиотеку.
В 1888 году вышла трёхтомная «История инквизиции в средние века» (A History of the Inquisition of the Middle Ages), а затем ряд других работ по истории инквизиции. Незадолго до смерти Ли увлёкся историей колдовства. Собранные им по этой теме материалы были опубликованы в 1939 году. В 1899 году, в связи с делом Дрейфуса, переработанное издание его истории инквизиции было издано во Франции, принеся автору широкую известность в Европе. тогда же Ли включился в широкую антиклерикальную кампанию, опубликовав статьи о Лео Таксиле и придуманной им дьяволопоклоннице Диане Воган.
Благодаря публицистике Ли получил почётные степени ряда университетов США и Европы, был членом многих учёных обществ, в том числе Императорского Московского Университета.

## Общественная деятельность
C началом Гражданской войны (1861—1865) Генри Ли принял активное участи в общественной жизни США, став одним из первых членов Объединённой лиги — организации, пропагандировавшей верность Союзу. В её поддержку он написал множество памфлетов. Ли работал в военном, финансовом и исполнительном комитетах. Как один из Bounty Commissioners после принятия Акта о вербовке он занимался вербовкой в армию цветного населения, набрав несколько полков. Во время войны и некоторое время после неё Ли был пламенным сторонником республиканской партии, однако затем начал выступать против партийной коррупции и вышел из Объединённой лиги, так как она препятствовала проведению реформ. Ли поддерживал реформу гражданской службы финансово и как публицист.
Всю свою жизнь он интересовался делами городского управления Филадельфии. Им была основана программа общественной гигиены при Пенсильванском университете.

## Избранная библиография

### На английском языке
- Superstition and Force: Essays on the Wager of Law, the Wager of Battle, the Ordeal, Torture Henry C. Lea, 1866.
- Historical Sketch of Sacerdotal Celibacy, J.B. Lippincott & Co., 1867.
- Studies in Church History. The Rise of the Temporal Power - Benefit of clergy - Excommunication, Henry C. Lea, 1869.
- Translations and Other Rhymes, Privately Printed, 1882.
- A History of the Inquisition of the Middle Ages, Vol. 2, Vol. 3, The Macmillan Company, 1906 [1st Pub. 1888].
- Chapters from the Religious History of Spain Connected with the Inquisition, Lea Brothers & Co., 1890.
- A Formulary of the Papal Penitentiary in the 17th Century, Lea Brothers & Co., 1892.
- The Absolution Formula of the Templars, The Knickerbocker Press, 1893.
- A History of Auricular Confession and Indulgences in the Latin Church, Volume II, Volume III, Lea Brothers & Co., 1896.
- The Indian Policy of Spain, n.p., 1899.
- The Dead Hand; a Brief Sketch of the Relations between Church and State with Regard to Ecclesiastical Property and the Religious Orders, William J. Dornan, 1900.
- The Moriscos of Spain; their Conversion and Expulsion, Lea Brothers & Co., 1901.
- Léo Taxil, Diana Vaughan et l'Église Romaine: Histoire d'une mystification, Paris, France: Sociéte Nouvelle de Librairie et d'édition, 1901.
- Ethical Values in History, n.p., 1904.
- A History of the Inquisition of Spain, Volume II, Volume III, Volume IV, 1906-1907.
- The Inquisition in the Spanish Dependencies, The Macmillan Company, 1922 [1st Pub. 1908].
- Memoir, Privately printed, 1910.
- Materials Toward a History of Witchcraft, University of Pennsylvania Press, 1939.

### На русском языке
- Г. Ч. Ли. История инквизиции в средние века в трёх томах. — М. : Ладомир, 1994. — ISBN 5-86218-104-0.
- Ли Генри Чарльз. История инквизиции в Средние века: в 3 томах. – М. ; Берлин : Директ-Медиа, 2020. – ISBN 978-5-4499-1532-0